# Condorisme

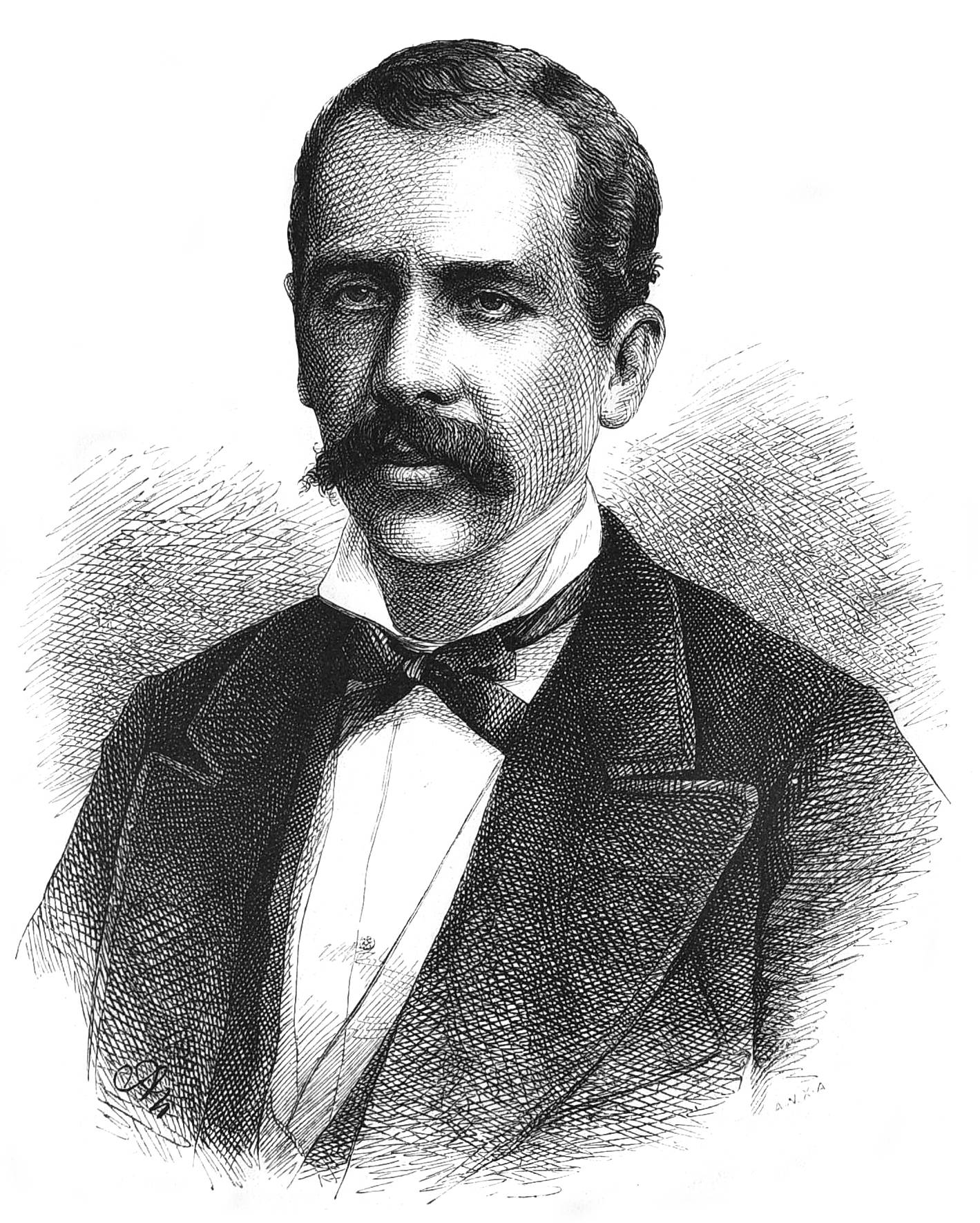
Tobias Barreto, creador del Condorisme

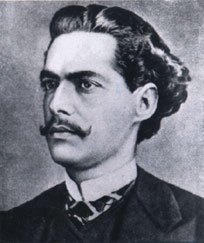
Castro Alves, "o Poeta dos Escravos" ("El poeta dels esclaus")

El condorisme (en portuguès: Condorismo o Condoreirismo) va ser un moviment literari brasiler tardoromàntic que va durar des de mitjans de la dècada de 1860 fins a principis de la dècada de 1880. Es tracta d'una subdivisió del romanticisme brasiler, s'anomena "la tercera fase del romanticisme brasiler", precedida per l'indianisme i l'ultraromanticisme i precedent del realisme al Brasil. El condorisme va ser creat pel poeta Tobias Barreto, que va ser una de les seves figures més significatives al costat de Castro Alves i Pedro Luís Pereira de Sousa.
La poesia condorista es caracteritza per un ús intensiu d'hipèrboles i llenguatge grandiloquent. Els seus temes principals són l'abolicionisme i el republicanisme, encara que també es conrea el gènere líric. Tanmateix, a diferència de l'"Ultra-Romanticisme", on l'amor és fortament idealitzat i platònic, en la poesia condorista és un amor corporificat, concret, viable.
El nom "condorisme" prové del còndor, un ocell de vol solitari i alt, que es diu capaç de veure les coses des de molt lluny. Els poetes condoristes creien que tenien aquesta mateixa capacitat i l'havien d'utilitzar per educar la gent en els camins de la justícia i la llibertat.
En algunes ocasions el condorisme també s'anomena hugoanisme (en portuguès: Hugoanismo), després de Víctor Hugo, que va ser la principal influència condorista.

## Principals representants
- Tobias Barreto (1839–1889; creador del condorisme)
- Castro Alves (1847–1871; el poeta condorista més famós, guanyant per això el sobrenom d' O Poeta dos Escravos)
- Pedro Luís Pereira de Sousa (1839–1884)
- Joaquim de Sousa Andrade (1833–1902)
- José Bonifácio el Jove (1827–1886; en alguns poemes)